# Destra della Repubblica
Destra della Repubblica (in polacco: Prawica Rzeczypospolitej - PR) è un partito politico polacco di orientamento nazional-conservatore fondato nel 2007 a seguito di una scissione da Diritto e Giustizia.
Il partito si presenta alle elezioni parlamentari del 2007 nell'ambito di una coalizione con Lega delle Famiglie Polacche e Unione per la Politica Reale: l'alleanza, denominata Lega della Destra della Repubblica, ottiene solo l'1,3% dei voti senza conseguire alcun seggio.
Alle elezioni europee del 2009, il partito ottiene circa il 2% dei voti e non ottiene rappresentanza; alle successive elezioni parlamentari del 2011, PR riesce a presentarsi solo in alcuni collegi conseguendo solo lo 0,3% dei voti.
In occasione delle elezioni europee del 2014 il partito presenta propri candidati all'interno di Diritto e Giustizia, portando all'elezione del proprio leader, Marek Jurek. La collaborazione tra le due forze politiche prosegue per le elezioni parlamentari del 2015, quando il PR ottiene un seggio (Jan Klawiter).
Alle elezioni europee del 2019 il partito si presenta all'interno di Kukiz'15, che non ottiene seggi. Alle parlamentari del 2019 corre col Congresso della Nuova Destra nel solo distretto di Cracovia, senza conseguire alcuna rappresentanza.

## Risultati elettorali
| Elezione          | Elezione     | Voti        | %           | Seggi   |
| ----------------- | ------------ | ----------- | ----------- | ------- |
| Parlamentari 2007 | Sejm         | 209.171     | 1,30        | 0 / 460 |
| Europee 2009      | Europee 2009 | 143.966     | 1,95        | 0 / 50  |
| Parlamentari 2011 | Sejm         | 35.169      | 0,24        | 0 / 460 |
| Europee 2014      | Europee 2014 | In PiS      | In PiS      | 1 / 50  |
| Parlamentari 2015 | Sejm         | In PiS      | In PiS      | 1 / 460 |
| Europee 2019      | Europee 2019 | In Kukiz'15 | In Kukiz'15 | 0 / 50  |
| Parlamentari 2019 | Sejm         | 1.765       | 0,01        | 0 / 460 |
| 1. 2.             |              |             |             |         |